# Normplatnicka
Normplatnicka is een geslacht van spinnen uit de familie Micropholcommatidae beschreven door Michael Gordon Rix en Mark Harvey. Het geslacht is sterk verwant met Rayforstia.

## Etymologie
Het geslacht werd vernoemd naar de Amerikaanse bioloog en arachnoloog Norman I. Platnick.

## Verspreiding
De geslachten komen voor in Oost-Australië en Zuid-West Australië, Tasmanië, Zuid-Chili (Ibáñez del Campo en Los Lagos).

## Soorten
- Normplatnicka lamingtonensis (Forster, 1959)
- Normplatnicka barrettae Rix & Harvey, 2010
- Normplatnicka chilensis Rix & Harvey, 2010